# Gare de Pamiers
La gare de Pamiers est une gare ferroviaire française de la ligne de Portet-Saint-Simon à Puigcerda (frontière), située à proximité du centre-ville de Pamiers, sous-préfecture du département de l'Ariège, en région Occitanie.
Elle est mise en service en 1861 par la Compagnie des chemins de fer du Midi et du Canal latéral à la Garonne. C'est une gare de la Société nationale des chemins de fer français (SNCF) desservie, par des trains grandes lignes qui circulent sur l'axe transpyrénéen oriental qui permet une relation de Paris à Barcelone (avec un changement de train à la frontière) en traversant la chaîne des Pyrénées et par des trains régionaux TER Occitanie.

## Situation ferroviaire
Établie à 298 m d'altitude, la gare de Pamiers est située au point kilométrique (PK) 64,220 de la ligne de Portet-Saint-Simon à Puigcerda (frontière) entre les gares ouvertes de Vernet-d'Ariège et de Varilhes. C'est une ancienne gare de bifurcation à l'origine de la ligne de Pamiers à Limoux (désaffectée).
La gare dépend de la région ferroviaire de Toulouse. Elle est équipée de deux quais : le quai 1 dispose d'une longueur utile de 145 m pour la voie 2, le quai 2 d'une longueur utile de 295 m pour la voie 1.

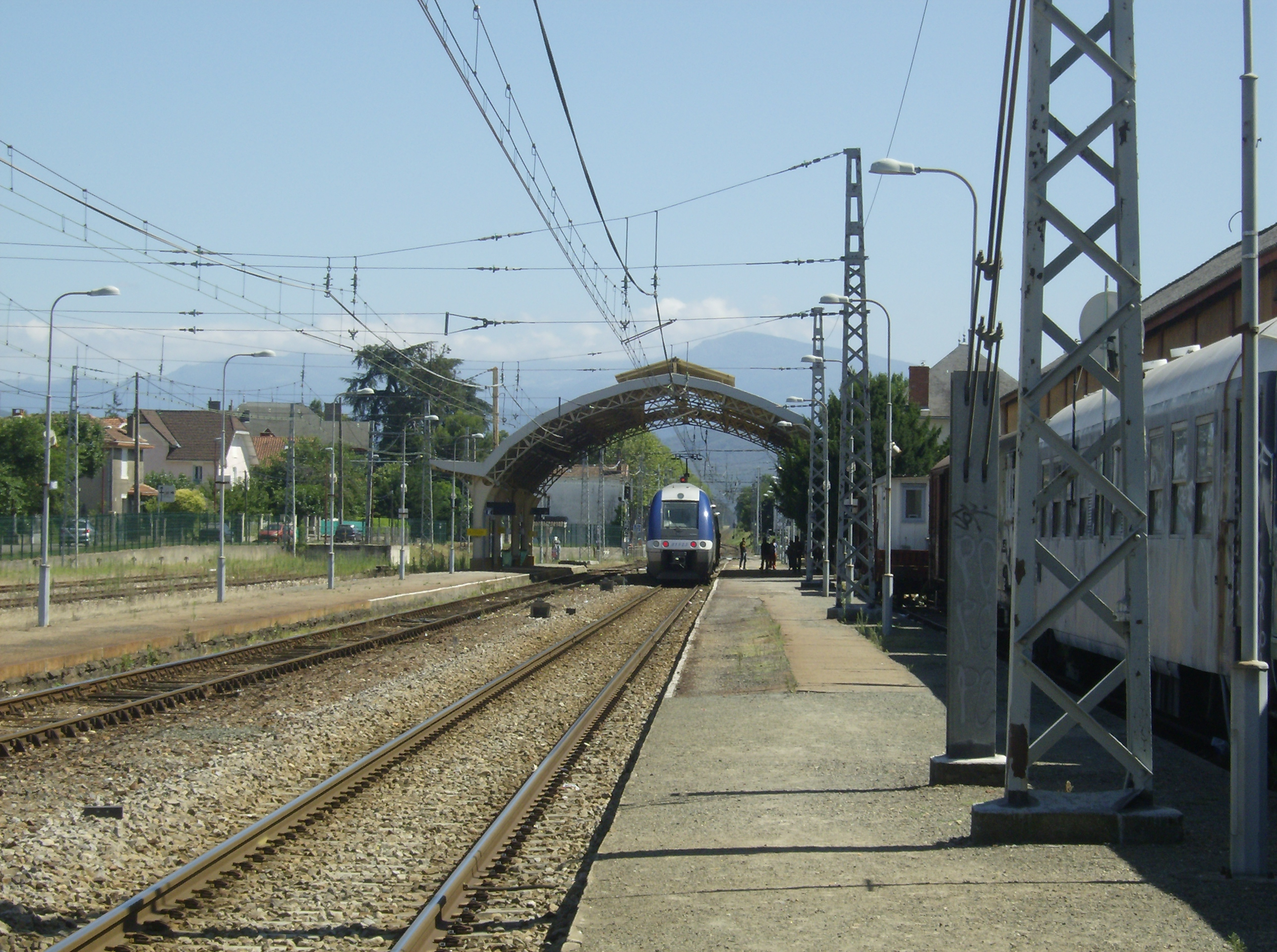
Intérieur de la gare.

## Histoire
La gare de Pamiers est mise en service par la Compagnie des chemins de fer du Midi et du Canal latéral à la Garonne, lorsqu'elle ouvre la section de Toulouse à Pamiers, via Portet-Saint-Simon, le 19 octobre 1861. La gare est édifiée, à 65 kilomètres de Toulouse, à proximité de la ville de ce chef-lieu d'arrondissement qui compte alors (7 910 habitants elle est située sur la rive gauche de l'Ariège.
La Compagnie du Midi met en service la section suivante de Pamiers à Foix le 7 avril 1862.
Pamiers devient une gare de bifurcation, en novembre 1898, avec la mise en service de la section de Pamiers à Mirepoix, amorce de la ligne vers Limoux. Quelques années plus tard, en 1903 les quais sont couverts avec une importante marquise métallique. L'électrification de ligne de Toulouse a lieu en 1927.
La ligne pour Limoux est fermée au cours de l'année 1939.
En 2012 l'aménagement extérieur a été totalement réaménager.  
En 2014, selon les estimations de la SNCF, la fréquentation annuelle de la gare était de 333 047 voyageurs.

## Fréquentation
De 2015 à 2023, selon les estimations de la SNCF, la fréquentation annuelle de la gare s'élève aux nombres indiqués dans le tableau ci-dessous:
| Année                      | 2015    | 2016    | 2017    | 2018    | 2019    | 2020    | 2021    | 2022    | 2023    |
| -------------------------- | ------- | ------- | ------- | ------- | ------- | ------- | ------- | ------- | ------- |
| Voyageurs seuls            | 354 474 | 341 778 | 345 524 | 267 380 | 295 200 | 178 137 | 270 418 | 358 918 | 407 502 |
| Voyageurs et non voyageurs | 443 092 | 427 223 | 431 905 | 334 225 | 369 000 | 222 671 | 338 022 | 448 647 | 509 378 |

## Service des voyageurs

### Accueil
Gare SNCF, elle dispose d'un bâtiment voyageurs, avec guichet, ouvert tous les jours. Elle est équipée d'automates pour l'achat de titres de transport. C'est une gare « Accès Plus » qui dispose d'aménagements et services pour les personnes à la mobilité réduite.
Une marquise métallique protège les deux quais.

### Desserte
Pamiers est desservie par des trains grandes lignes Intercités (relation Paris-Austerlitz - Latour-de-Carol - Enveitg) et des trains TER Occitanie (relation de Toulouse-Matabiau à Latour-de-Carol - Enveitg).

### Intermodalité
Un parc pour les vélos et un parking pour les véhicules sont aménagés. La gare est desservie par la ligne 450 du réseau liO, la reliant à Lavelanet, et par des bus urbains du réseau SALT.

## Service des marchandises
Cette gare est ouverte au service du fret